# 科奇蒂萊克 (新墨西哥州)
科奇蒂萊克（英語：Cochiti Lake）是位於美國新墨西哥州桑多瓦爾縣的普查規定居民點。

## 人口
根據2020年美國人口普查的數據，科奇蒂萊克的面積為3.22平方千米，皆為陸地。當地共有人口438人，而人口密度為每平方千米136.02人。